# Daniel Dumbrăvanu
Daniel Dumbrăvanu (n. 22 iulie 2001, Bălți, județul Bălți, Republica Moldova) este un fotbalist moldovean și român, care joacă pe post de fundaș la CFR Cluj în SuperLiga României. Pe plan internațional, are prezențe la națională pentru Moldova Sub-17, Moldova Sub-18⁠(d), Moldova Sub-21 și Republica Moldova.